# Podsavezna nogometna liga Nova Gradiška 1962./63.
Podsavezna nogometna liga Nova Gradiška (također i kao Liga Nogometnog podsaveza Nova Gradiška) je bila liga četvrtog stupnja nogometnog prvenstva Jugoslavije u sezoni 1962./63. 
 
Sudjelovalo je 9 klubova, a prvak je bila "Sloga" iz Nove Gradiške. 

## Ljestvica
| mj. | klub                   | ut. | pob. | ner. | por. | gol+ | gol- | bod |
| --- | ---------------------- | --- | ---- | ---- | ---- | ---- | ---- | --- |
| 1.  | Sloga Nova Gradiška    | 16  | 12   | 3    | 1    | 50   | 15   | 27  |
| 2.  | Mladost Cernik         | 16  | 10   | 4    | 2    | 34   | 17   | 24  |
| 3.  | Partizan Batrina       | 16  | 8    | 4    | 4    | 43   | 36   | 20  |
| 4.  | Budućnost Rešetari     | 16  | 8    | 3    | 5    | 49   | 25   | 19  |
| 5.  | Radnički Nova Gradiška | 16  | 5    | 3    | 8    | 33   | 35   | 13  |
| 6.  | Sava Stara Gradiška    | 16  | 4    | 5    | 7    | 28   | 40   | 13  |
| 7.  | Trokut Novska          | 16  | 3    | 5    | 8    | 26   | 40   | 11  |
| 8.  | Psunj Okučani          | 16  | 3    | 3    | 10   | 29   | 50   | 9   |
| 9.  | Dinamo Godinjak        | 16  | 2    | 4    | 10   | 26   | 56   | 8   |

## Rezultatska križaljka
| kratica | klub                   | BUD | DIN | MLA | PAR | PSU | RAD | SAVA | SLO | TRO |
| --- | ---------------------- | --- | --- | --- | --- | --- | --- | ---- | --- | --- |
| BUD | Budućnost Rešetari     |     |     |     |     |     |     |      |     |     |
| DIN | Dinamo Godinjak        |     |     |     |     |     |     |      |     |     |
| MLA | Mladost Cernik         |     |     |     |     |     |     |      |     |     |
| PAR | Partizan Batrina       |     |     |     |     |     |     |      |     |     |
| PSU | Psunj Okučani          |     |     |     |     |     |     |      |     |     |
| RAD | Radnički Nova Gradiška |     |     |     |     |     |     |      |     |     |
| SAVA | Sava Stara Gradiška    |     |     |     |     |     |     |      |     |     |
| SLO | Sloga Nova Gradiška    |     |     |     |     |     |     |      |     |     |
| TRO | Trokut Novska          |     |     |     |     |     |     |      |     |     |
| |                        |     |     |     |     |     |     |      |     |     |
| podebljan rezultat - utakmice od 1. do 9. kola (1. utakmica između klubova) rezultat normalne debljine - utakmice od 10. do 18. kola (2. utakmica između klubova) rezultat nakošen - nije vidljiv redoslijed odigravanja međusobnih utakmica iz dostupnih izvora rezultat smanjen * - iz dostupnih izvora nije uočljiv domaćin susreta prekrižen rezultat - poništena ili brisana utakmica p - utakmica prekinuta 3:0 p.f. / 0:3 p.f. - rezultat 3:0 bez borbe |                        |     |     |     |     |     |     |      |     |     |

 Izvori:

## Unutrašnje poveznice
- Slavonska zona 1962./63.